# 紫香楽宮跡内裏野地区

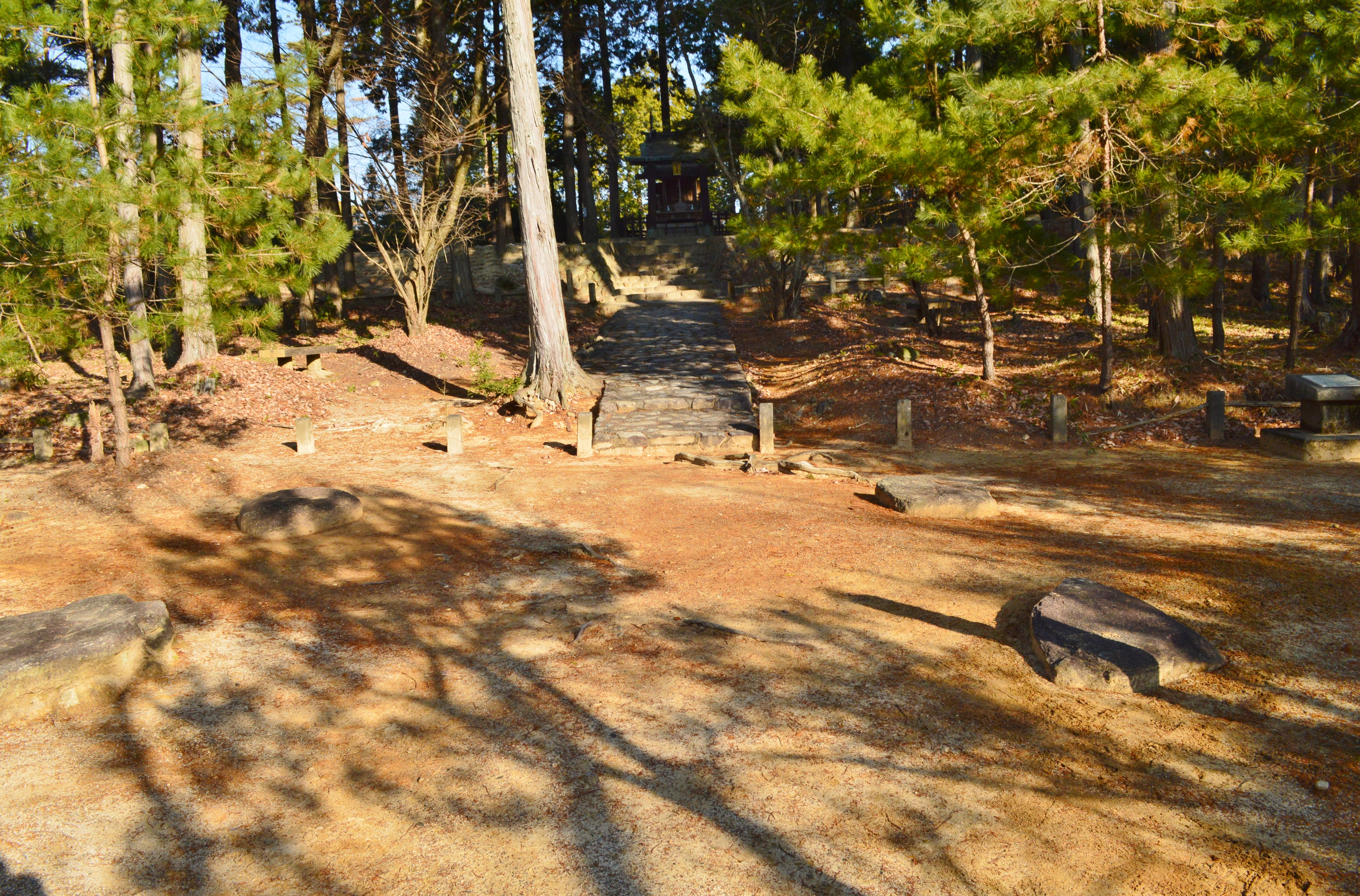
内裏野地区 中門跡から金堂跡を望む

紫香楽宮跡 内裏野地区（しがらきのみやあと だいりのちく、内裏野廃寺跡/内裏野遺跡）は、滋賀県甲賀市信楽町黄瀬（きのせ）・牧にある古代寺院跡。国の史跡に指定されている（史跡「紫香楽宮跡」のうち）。
奈良時代に聖武天皇が総国分寺として造営した甲賀寺（甲可寺）跡に比定する説や、近江国分寺跡（前期近江国分僧寺跡）に比定する説が知られる。

## 概要

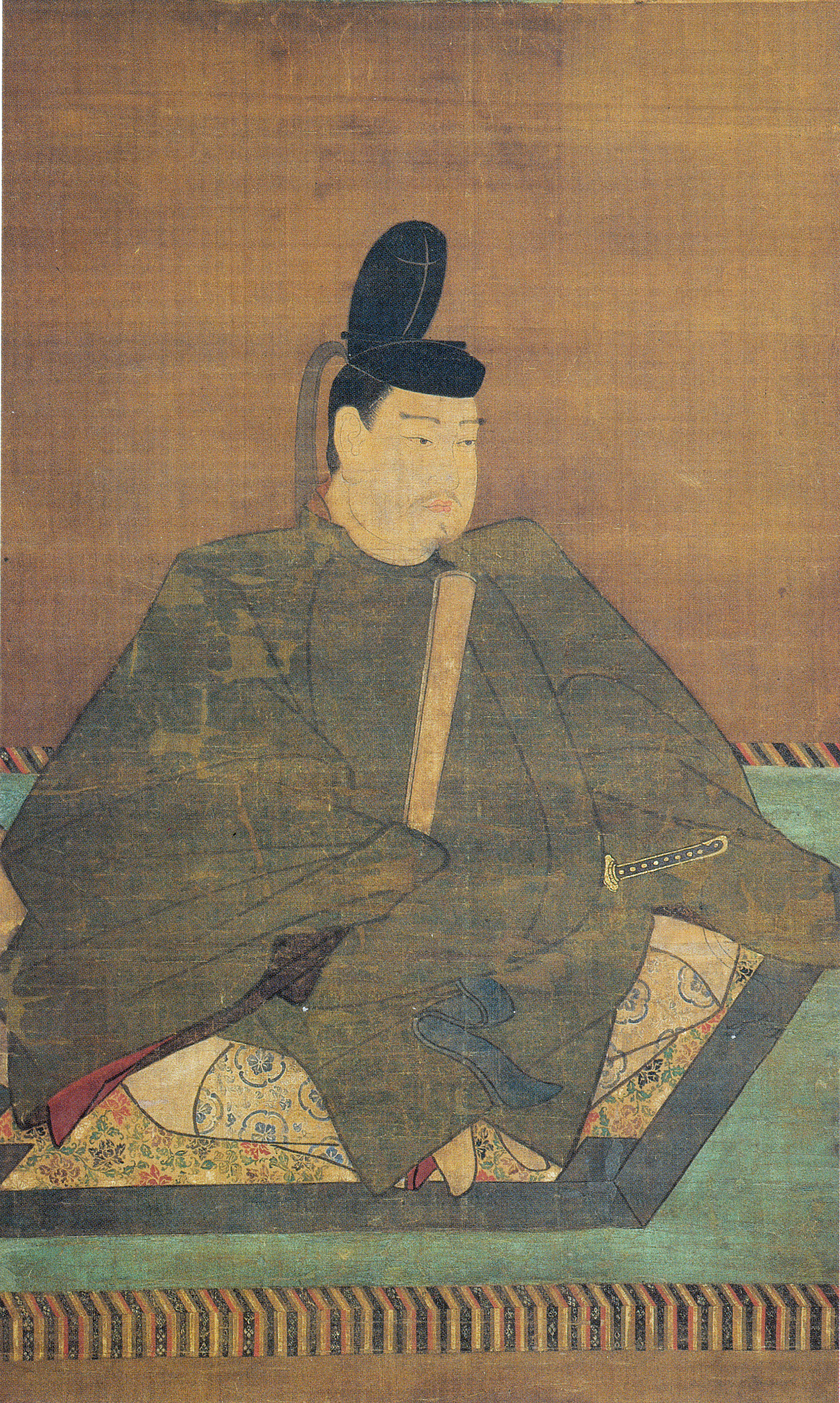
聖武天皇肖像

滋賀県南部、大戸川上流部において周囲を山で囲まれた小盆地である信楽（紫香楽）の地の中央部、「内裏野」・「寺野（てらの）」と称される小丘陵上に位置する。信楽の地では聖武天皇の紫香楽宮（信楽宮/甲賀宮）が営まれたことが知られ、北方には宮殿跡である宮町遺跡（紫香楽宮跡宮町地区）が立地する。内裏野地区では古くから礎石の露出が知られ、かつては紫香楽宮跡に比定されていたが、現在では宮殿跡ではなく寺院跡であることが判明している。その性格に関しては詳らかでなく、甲賀寺（甲可寺）跡に比定する説や近江国分寺跡（前期近江国分僧寺跡）に比定する説が挙げられている。
寺跡域は1926年（大正15年）に「紫香楽宮跡」の名称で国の史跡に指定されたほか、出土遺物49点は甲賀市指定有形文化財に指定されている。

## 遺跡歴
- 元禄2年（1689年）の『近江地誌』に保良宮候補地として記述[4]。
- 享保19年（1734年）の『近江輿地志略』に紫香楽宮跡ではなく甲賀寺跡であるとして記述[4]。
- 貞享年間（1864-1888年）の編纂とされる『淡海温故録』に大仏殿・内裏の旧跡として記述[4]。
- 1923年（大正12年）、黒板勝美による踏査[4][3]。
- 1924年（大正13年）、国の史跡に仮指定[4]。
- 1926年（大正15年）10月20日、「紫香楽宮跡」の名称で国の史跡に指定[5]。
- 1930年（昭和5年）、調査で宮殿跡でなく寺院跡と判明（肥後和男ら）[4][3]。
- 1950年（昭和25年）、塔跡の一部の再調査[4]。
- 1963-1966年（昭和38-41年）、史跡整備[4]。
- 2004-2007年度（平成16-19年度）、確認調査（滋賀県教育委員会）[3]。

## 伽藍

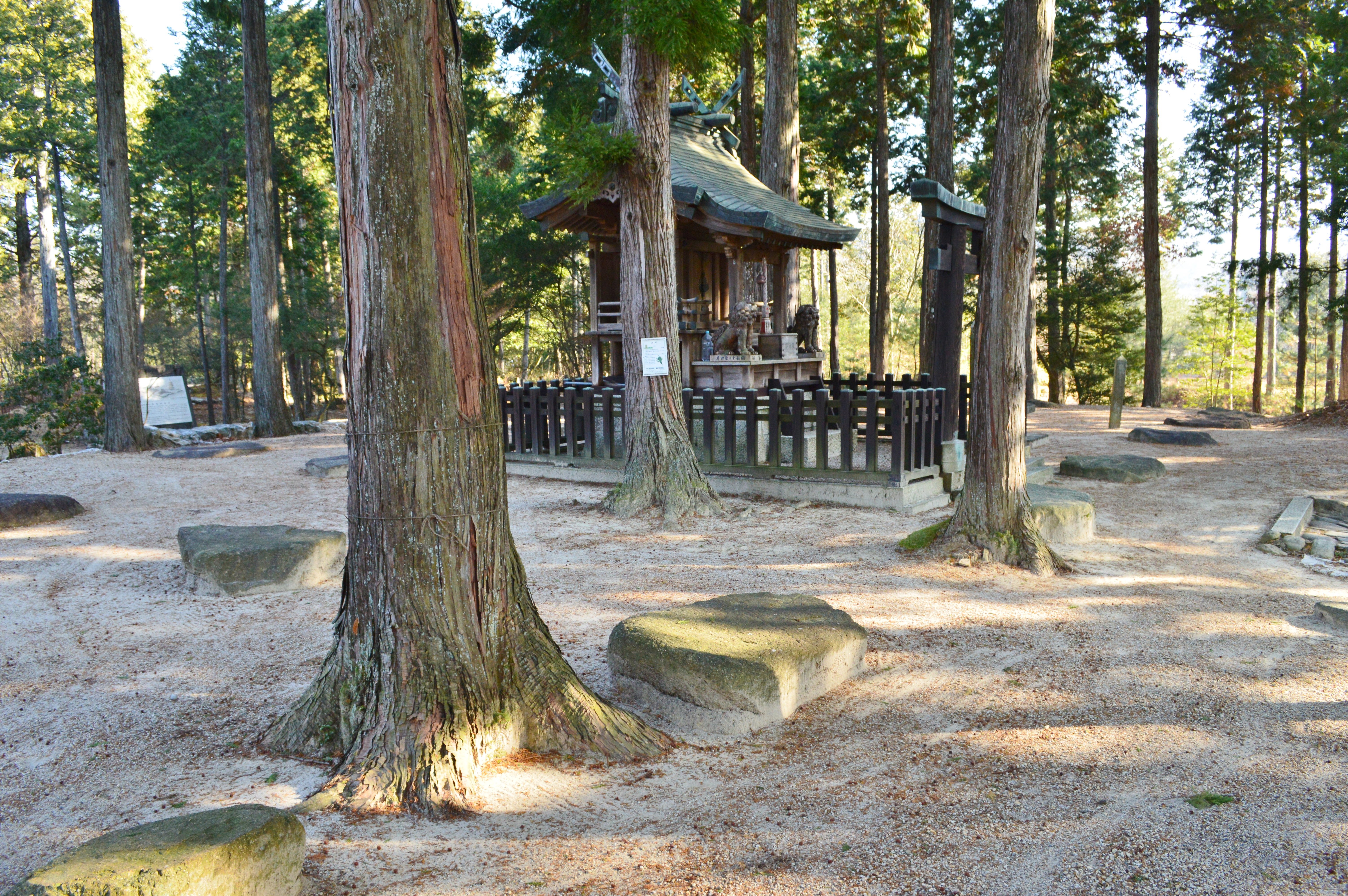
金堂跡中央に紫香楽宮の小祠（聖武天皇を祀る）。

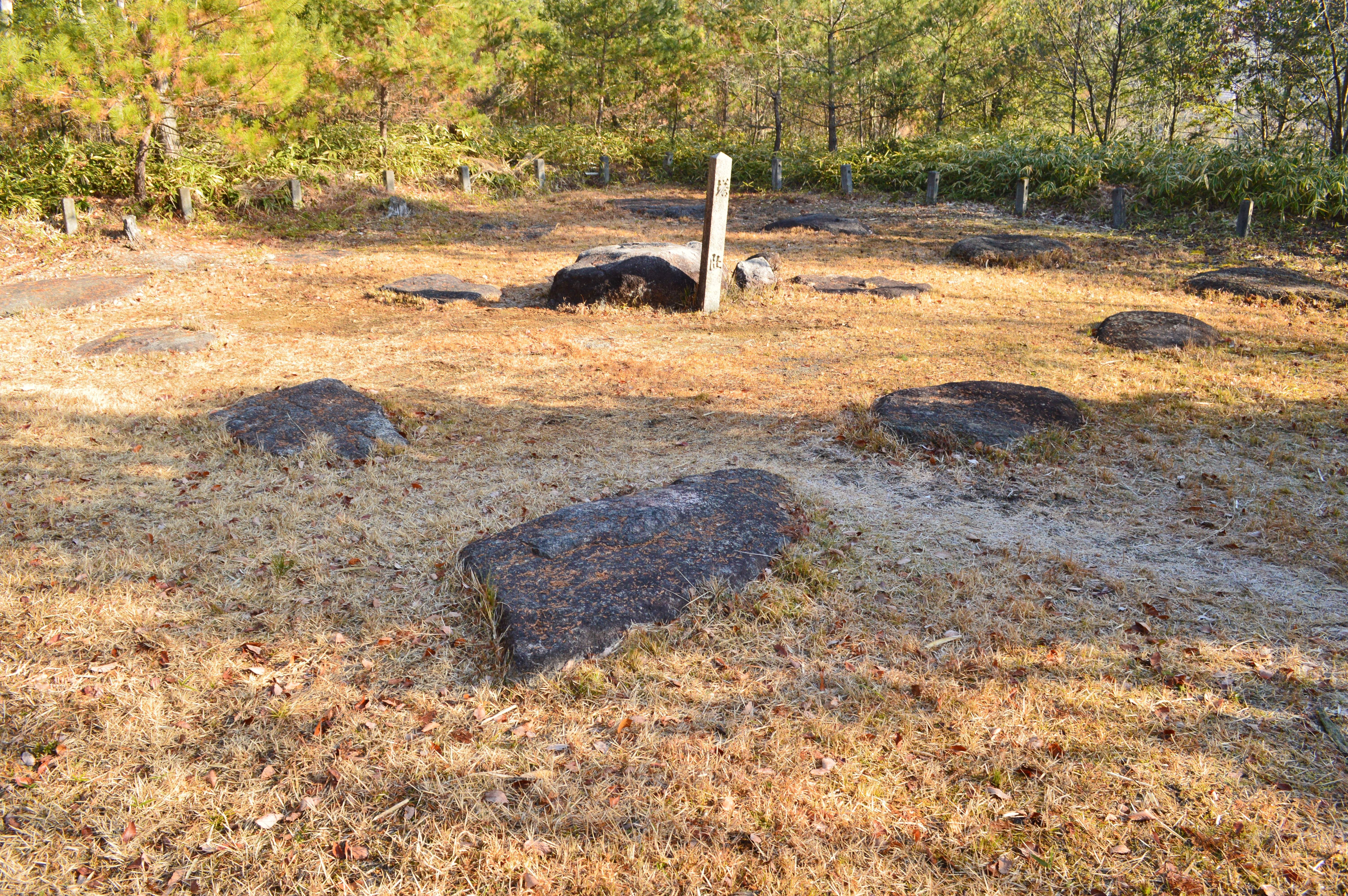
塔跡

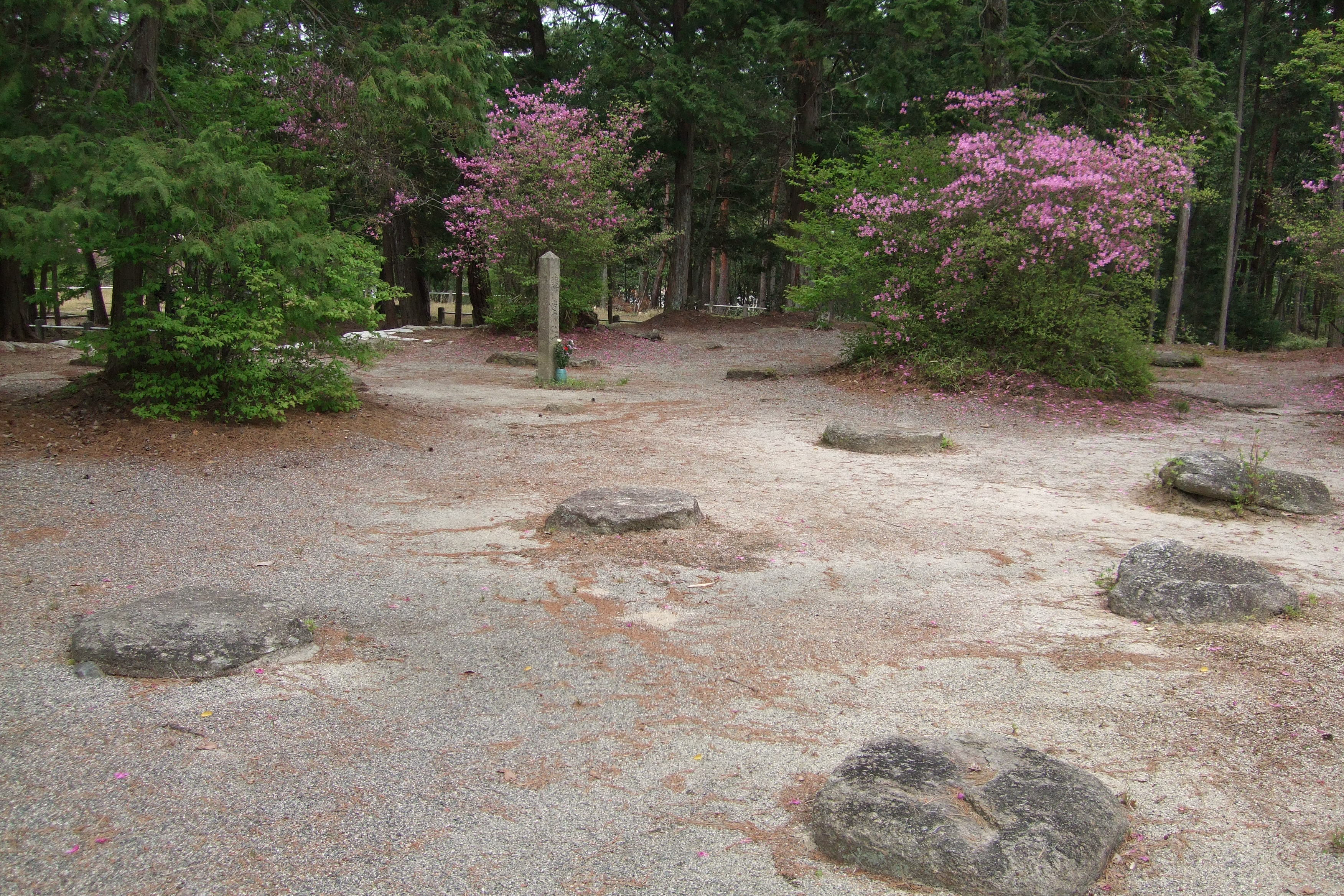
講堂跡中央に須弥壇跡。

寺域の広さは不明。主要伽藍として中門・金堂・講堂・僧坊が南から一直線に配され、その東側に塔が配される東大寺式伽藍配置である。中門左右からは回廊が出て金堂左右に取り付くほか、塔周囲にも回廊（または築地）が巡らされて塔院を形成する。主要伽藍の主軸は東に1.5度傾くが、他の紫香楽宮跡の関連遺跡群は西に傾いており、様相が異なる点が注意される。遺構の詳細は次の通り。
金堂
本尊を祀る建物。台地最高所に位置し、左右には回廊が取り付く。基壇化粧は不明。基壇上建物は棟を東西方向とする7間×4間で、東西（桁行）79尺（9.5+11+12+14+12+11+9.5尺）・南北（梁間）41尺（9.5+11+11+9.5尺）を測る。当地が甲賀寺跡であるとすれば、この金堂規模の小ささでは大仏（盧舎那仏像）が収まらない点が注意される。現在は基壇・礎石を遺存し、基壇中央部には神社（紫香楽宮）が建てられている。
塔
主要伽藍の東方、主要伽藍とは別の小支脈に位置する。基壇は二重基壇で、下成基壇は一辺18.3メートル（61尺）、上成基壇は一辺16.2メートル（54尺）を測る。基壇上建物は五重塔と推定される。
塔周囲には回廊（または築地）が巡らされて塔院を形成したとされ、塔院南辺には塔院中門が開く。塔院中門は棟を東西方向とする3間×2間で、東西（桁行）35尺（10+15+10尺）・南北（梁間）20尺（10尺等間）を測る。
講堂
経典の講義・教説などを行う建物。金堂の北方に位置する。建物は棟を東西方向とする7間×4間で、東西（桁行）77.5尺（10+10+12.5+12.5+12.5+10+10尺）・南北（梁間）40尺（10尺等間）を測る。内陣中央には須弥壇を支える小礎石2個があり、北辺中央には僧房に続く軒廊が接続する。
僧坊（僧房）
僧の宿舎。講堂を挟んで、北方・東方・西方の三面にコ字型で位置する（三面僧坊）。建物は東西10間89尺・南北10間87尺・梁間4間30尺を測り、中央は馬道とする。20余室からなる。僧坊の北側には小子坊が認められ、建物は棟を東西方向とする21間×1間になる。
経楼
経典を収めた建物。金堂・講堂の間の西寄りに位置する（鐘楼とは中心線に対して左右対称）。建物は棟を南北方向とする3間×3間で、南北（桁行）30尺（10尺等間）・東西（梁間）21尺（4.5+12+4.5尺）を測る。鐘楼とは同規模・同構造と推定される。南側には回廊が接続して、中門・金堂と結ばれる。
鐘楼
梵鐘を吊した建物。金堂・講堂の間の東寄りに位置する（経楼とは中心線に対して左右対称）。建物は棟を南北方向とする3間×3間で、南北（桁行）30尺（10尺等間）・東西（梁間）21尺（4.5+12+4.5尺）を測る。経楼とは同規模・同構造と推定される。南側には回廊が接続して、中門・金堂と結ばれる。
中門
金堂の南方の内裏野台地南端部に位置し、左右には回廊が取り付く。建物は棟を東西方向とする3間×2間で、東西（桁行）35尺（10+15+10尺）・南北（梁間）20尺（10尺等間）を測る。
回廊
金堂・中門を結ぶ屋根付きの廊下。建物は単廊。調査では内側礎石のみ抜き取りが認められているが、その要因は明らかでない（内側は掘立柱列か）。
食堂
僧坊の北東方に位置する。棟を東西方向とする7間×4間で、東西（桁行）70尺・南北（梁間）36尺を測る。現在では礎石は1個以外失われている。なお寺域北側の閼加池（あかいけ）は井戸跡と想定され、周辺では寺院を管理・運営する大衆院の存在が推定される。
以上のほか、台地手前の平坦地に南門が置かれるとともに、寺域を限る築地塀が巡らされたと想定されるが、いずれも検出には至っていない。また金堂西側の、塔院と左右対称となる位置では須恵器片が出土しており、別の塔院（西塔院）の計画が存在した可能性が指摘される。
建物の礎石は多くが遺存しており、いずれも自然石になる。建物に使用された瓦については2種類（I類・II類）が認められている。I類（創建期瓦）は甲賀寺造営に際するものと見られ、山背国分寺（跡地は京都府木津川市の恭仁宮跡と重複）の瓦と同笵であることも判明しているが、技法・胎土が異なることから、瓦笵のみが近江から山城に移されたと推測される。またII類は東大寺創建期瓦と似た文様であり、時期は下るとされる。これらより、金堂の建立が先行し、講堂・回廊は遅れての建立とされる。
そのほか、寺域では金堂院回廊・経楼周辺で火災痕が認められている。ただし講堂・僧坊付近では認められないため、堂塔全体ではなく部分的な被災であったとされる。
出土遺物の一部は紫香楽宮跡関連遺跡群調査事務所（甲賀市信楽町宮町）で展示されている。なお寺域の北東方では、関連遺跡として奈良時代の大規模な鋳造所跡が認められている（紫香楽宮跡鍛冶屋敷地区）。

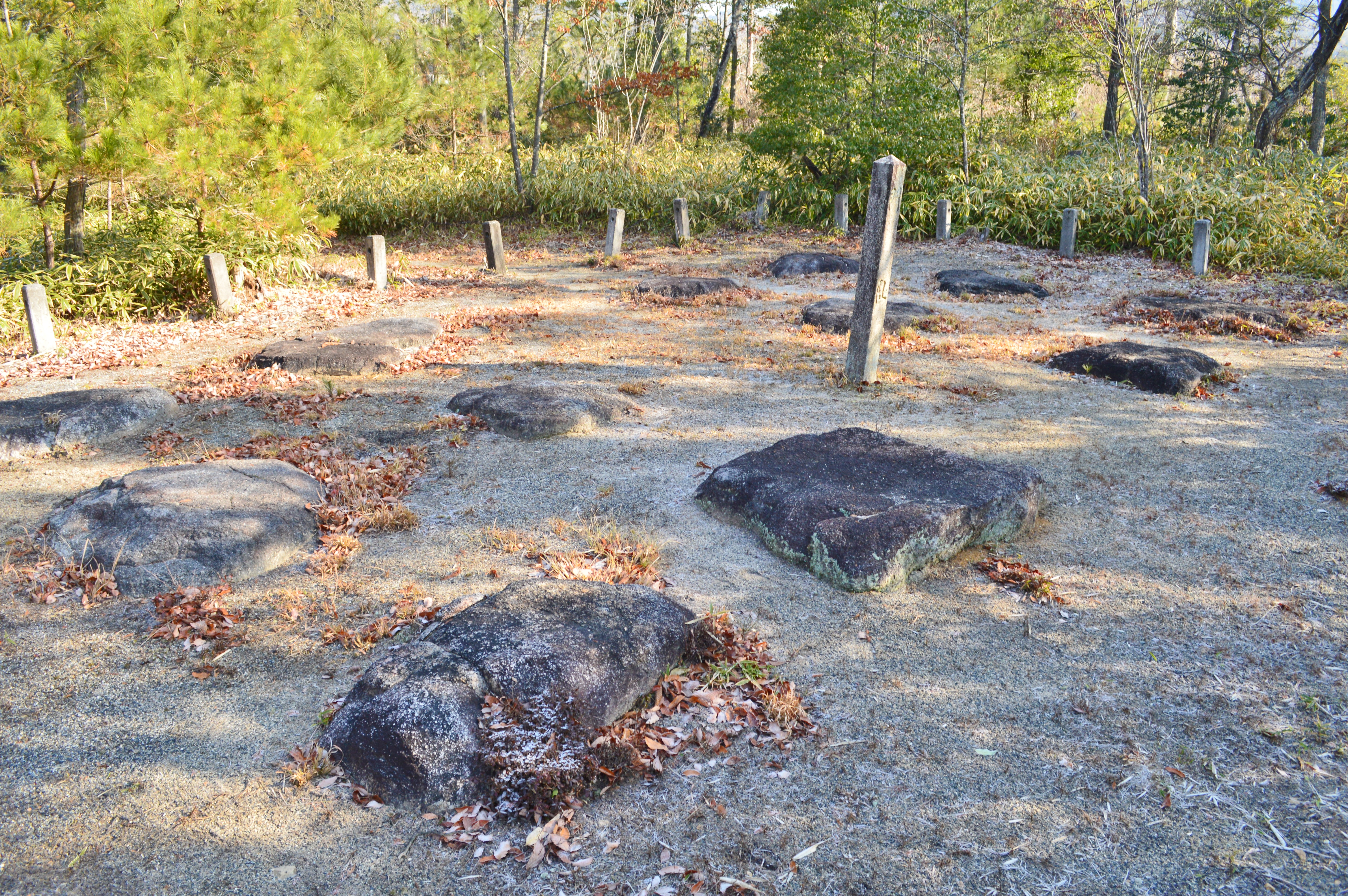
塔院中門跡
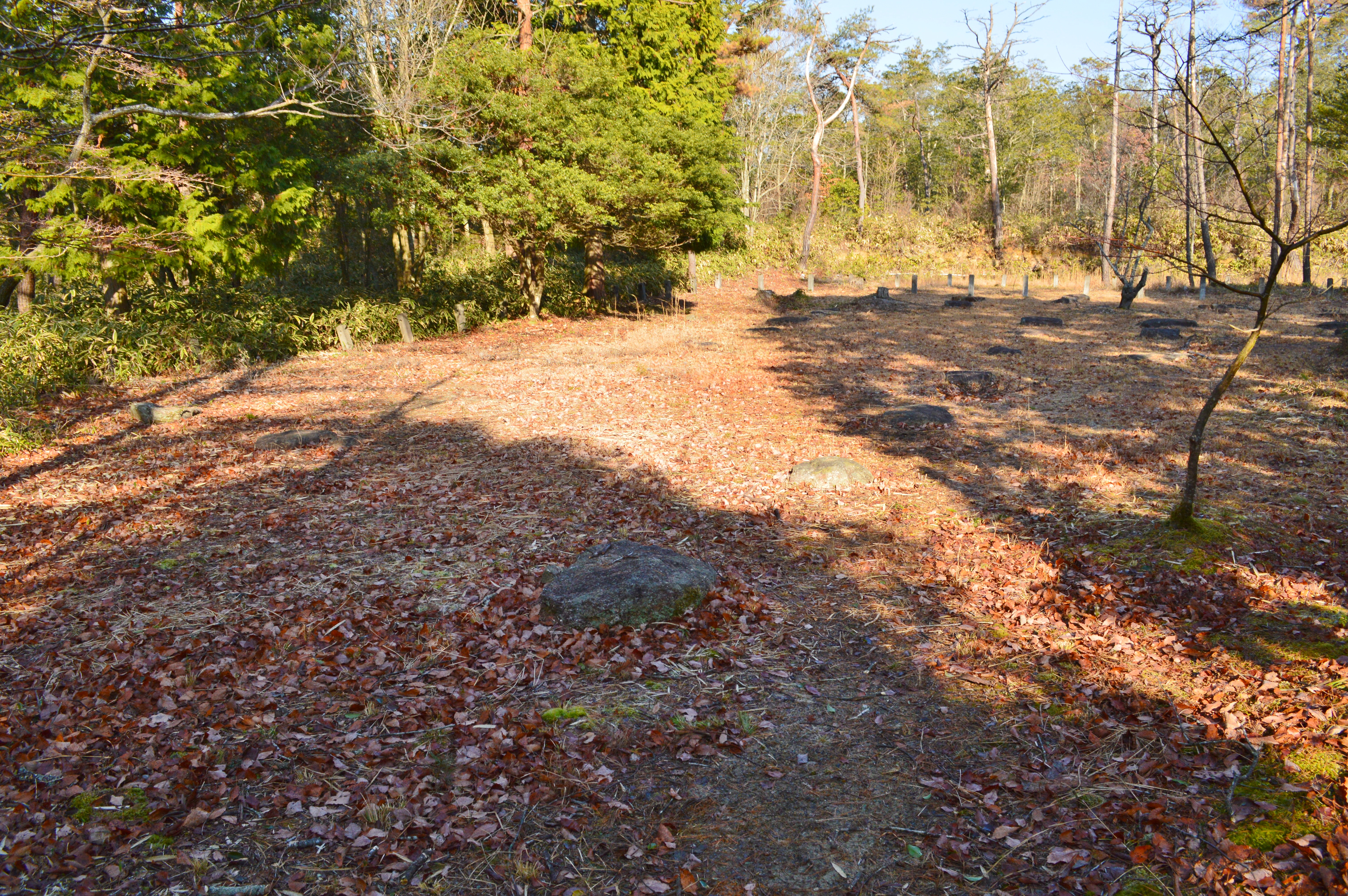
西面僧坊跡
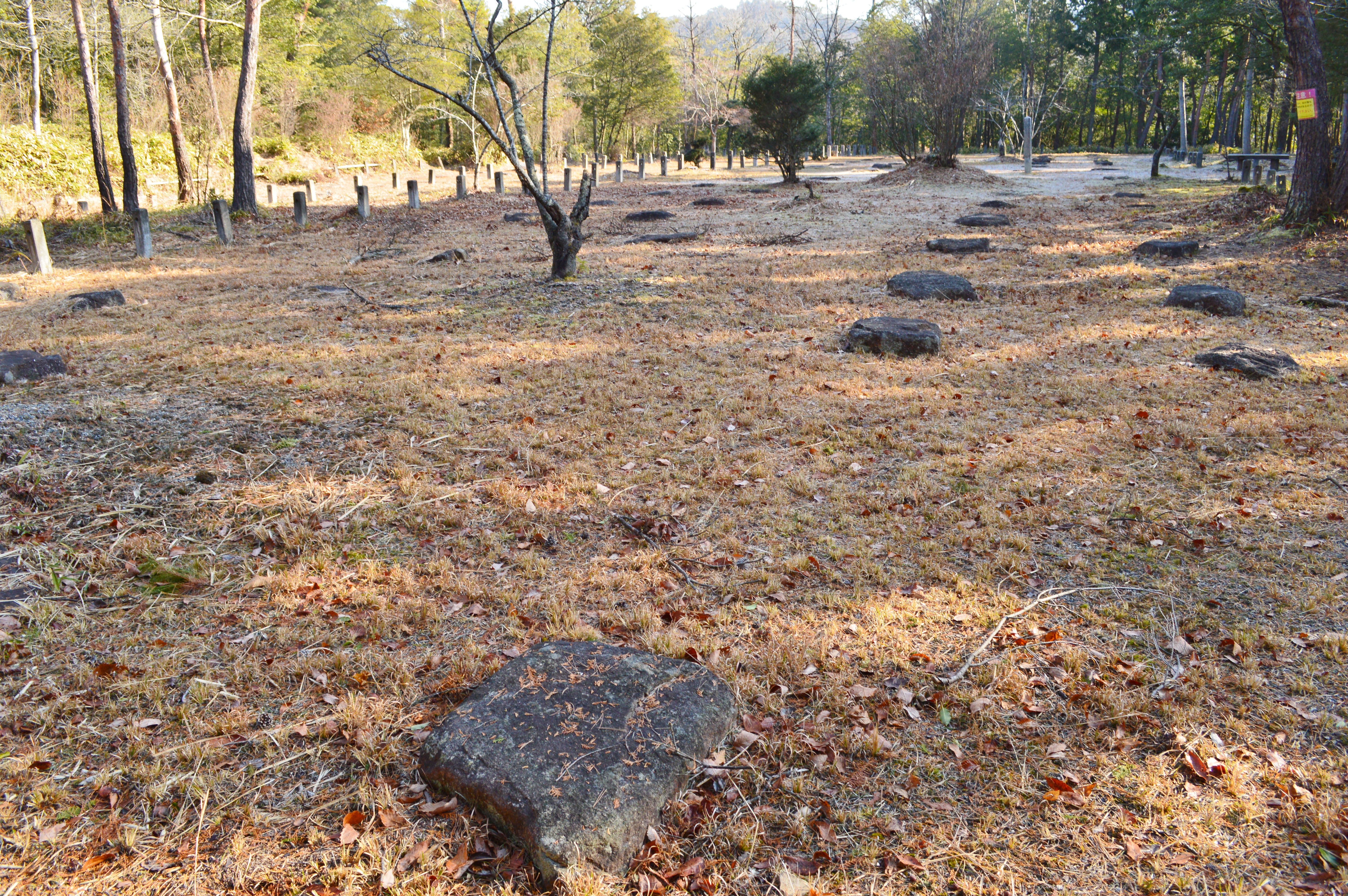
北面僧坊跡
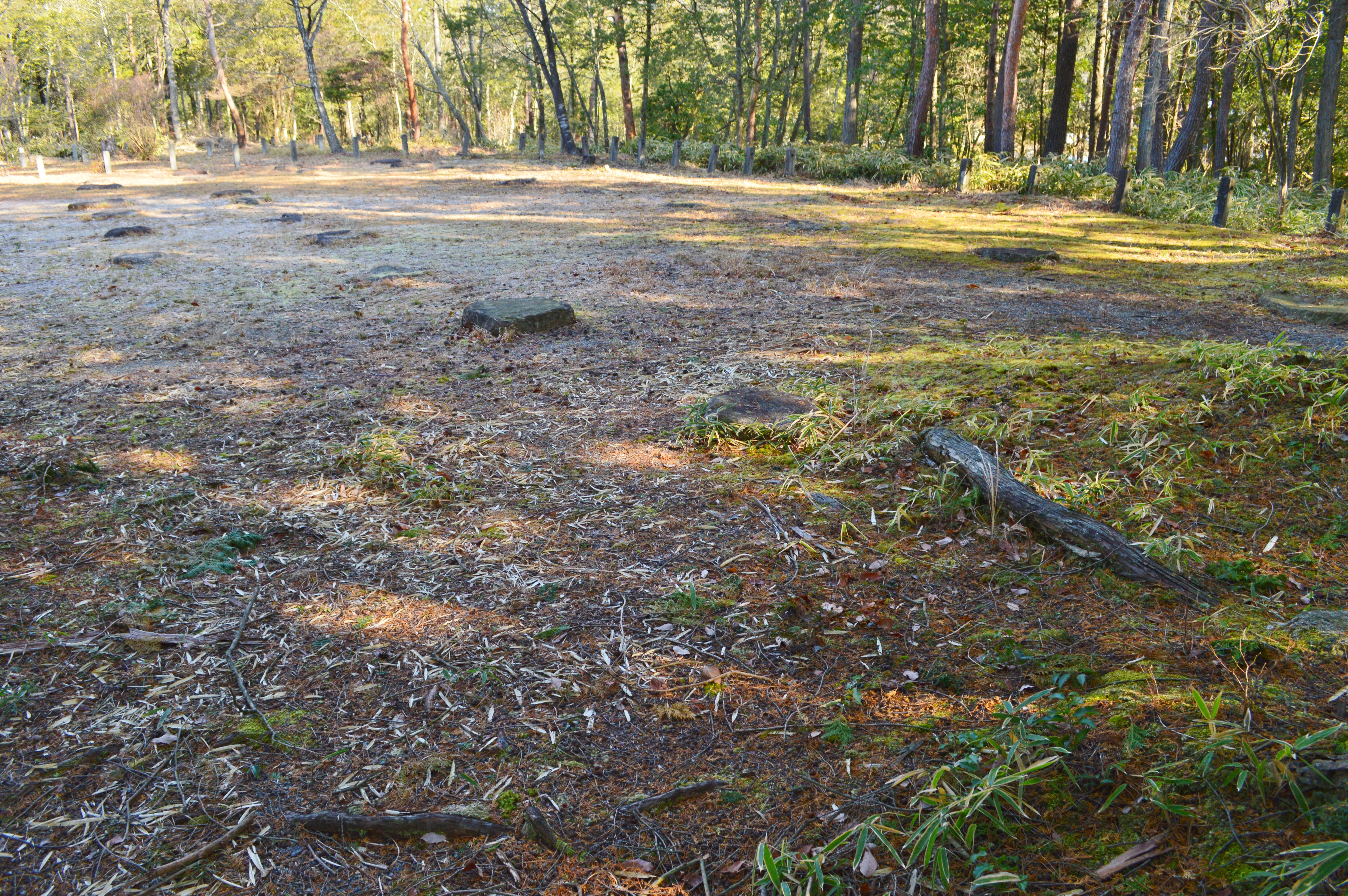
東面僧坊跡
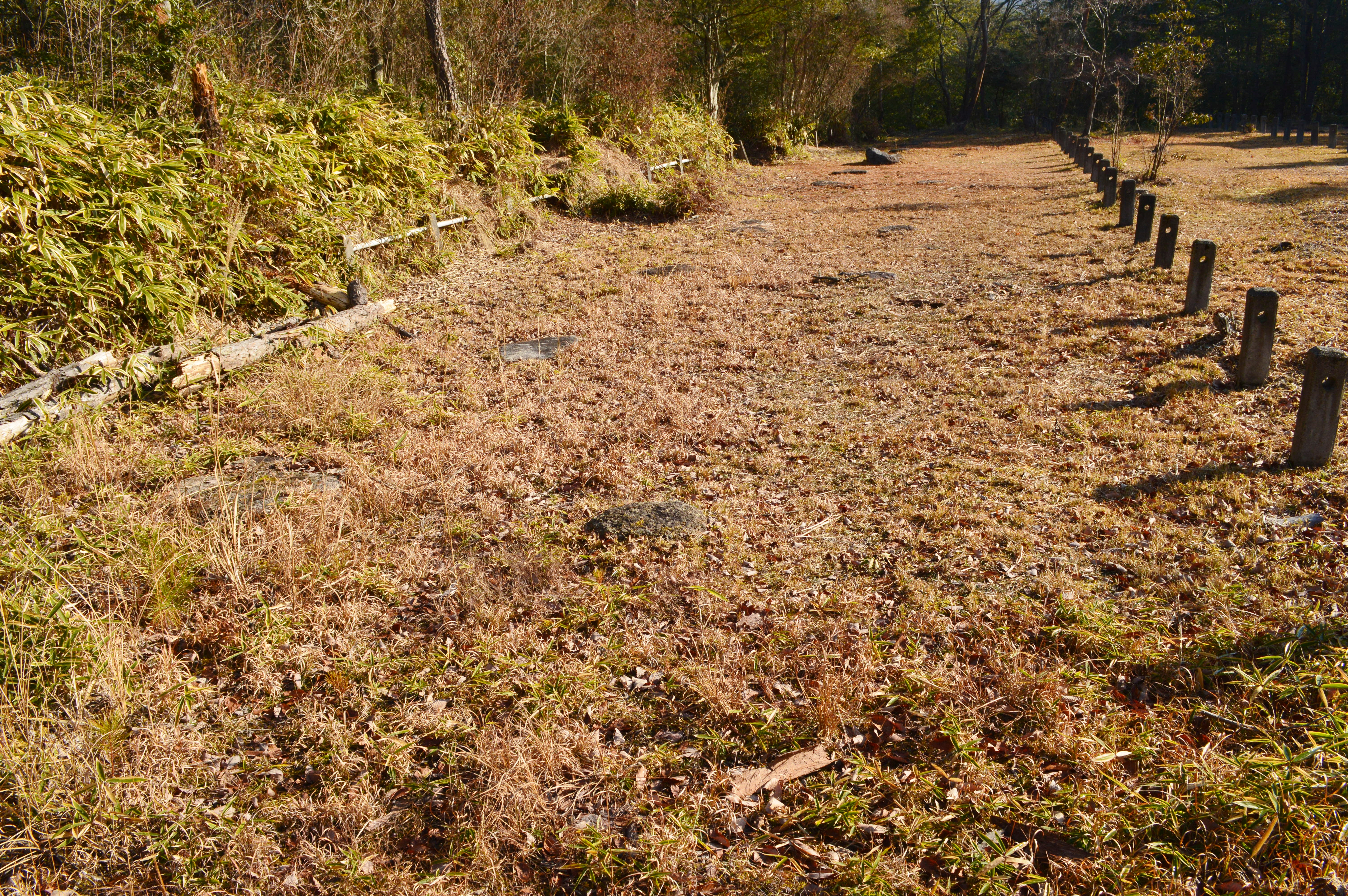
小子坊跡
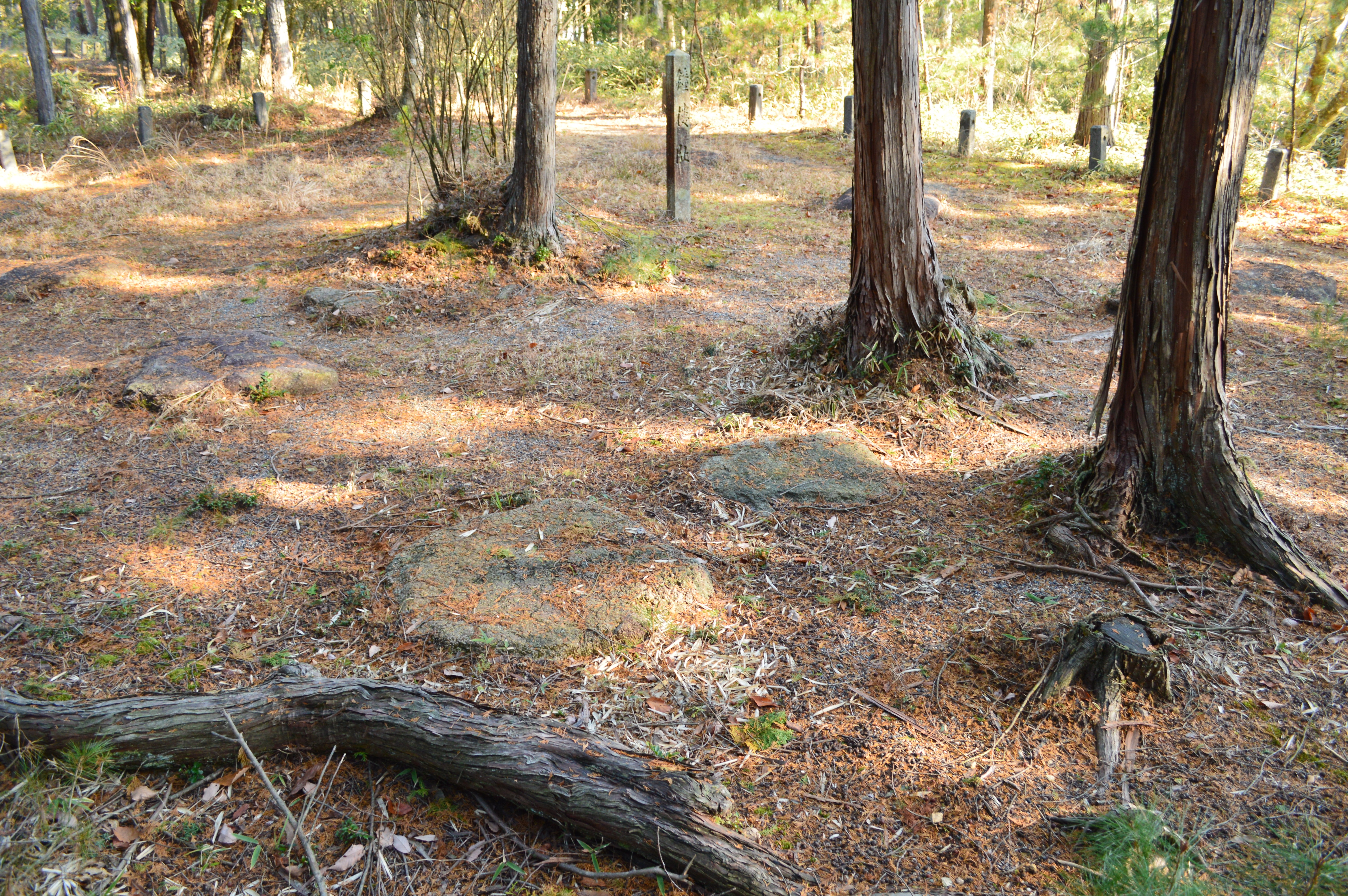
鐘楼跡
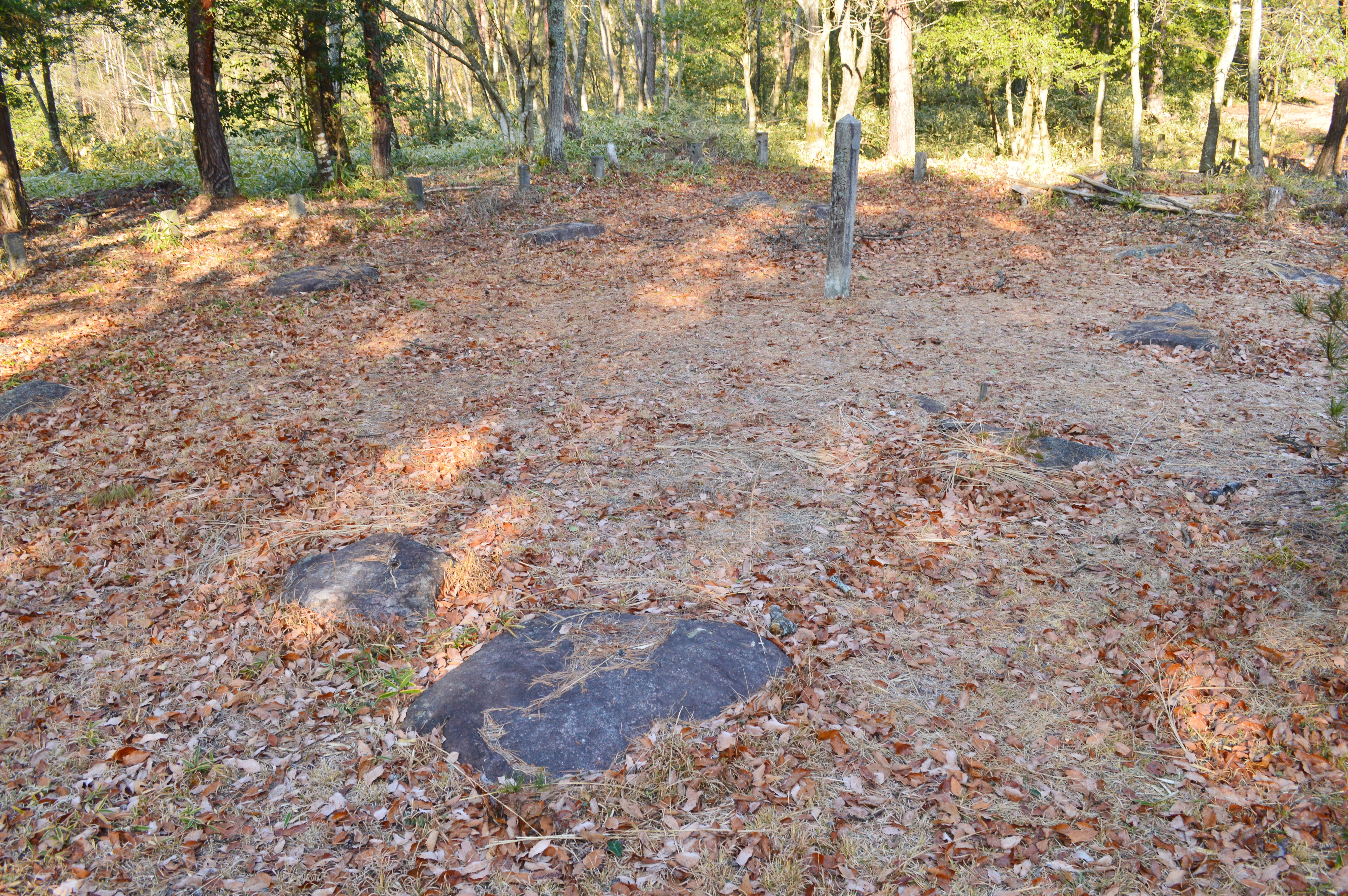
経楼跡
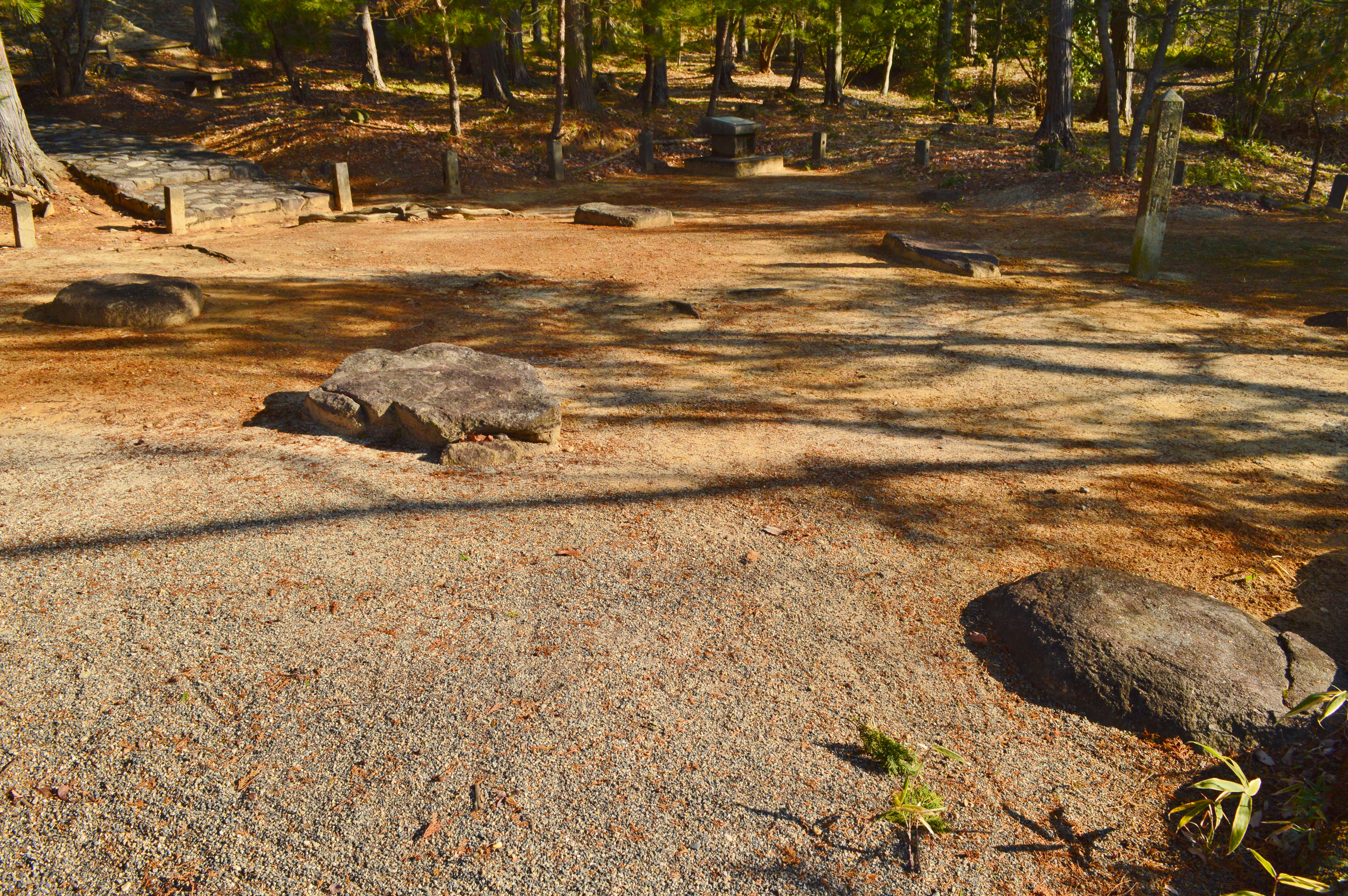
中門跡

## 考証

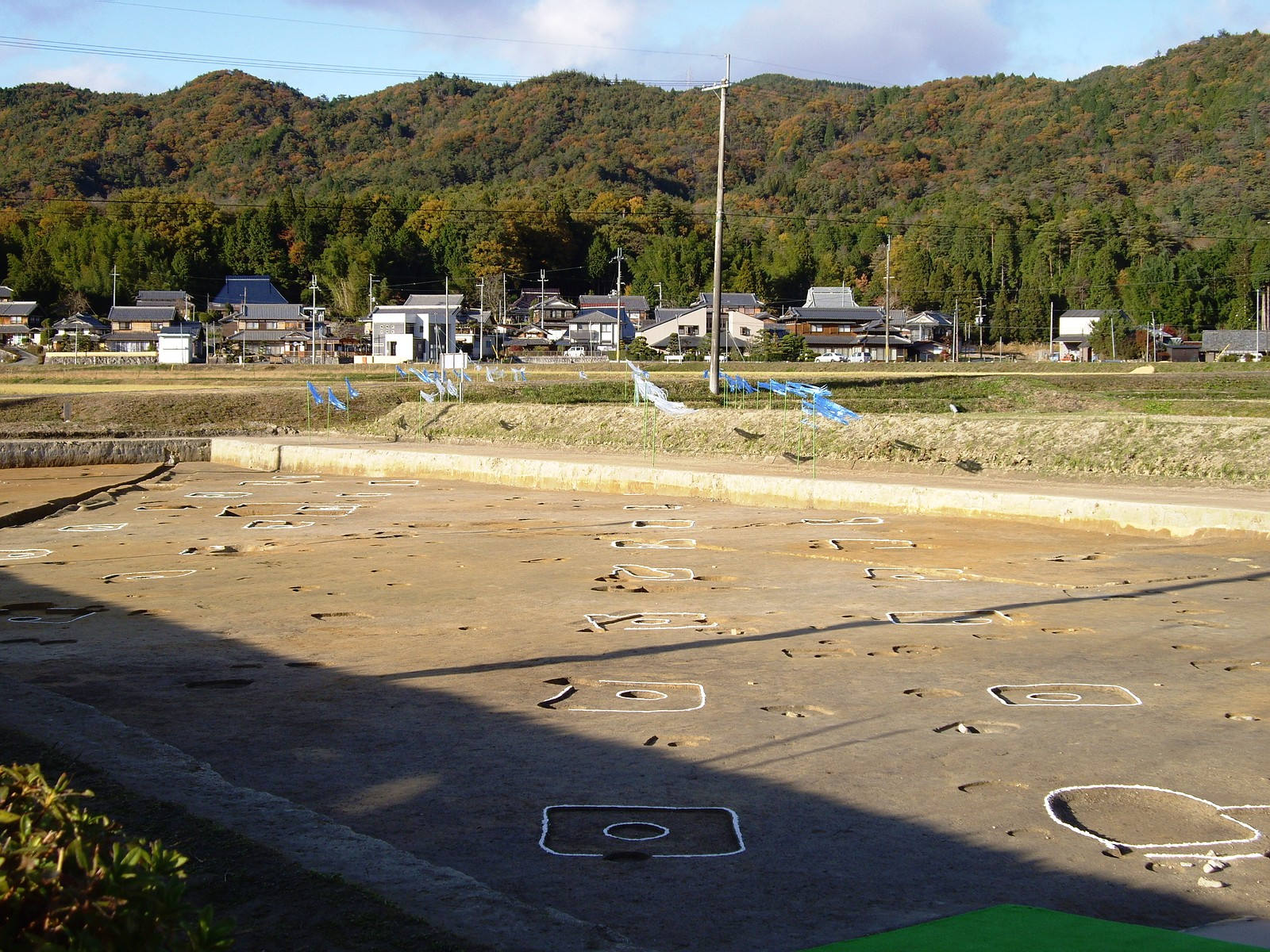
紫香楽宮跡宮町地区（宮町遺跡）宮殿跡が検出され、紫香楽宮跡とする説が確実視される。

内裏野地区の遺構を巡っては、紫香楽宮跡に比定する説、甲賀寺跡に比定する説、近江国分寺跡に比定する説が知られる。紫香楽宮（信楽宮/甲賀宮）は、奈良時代に聖武天皇によって天平14年（742年）から離宮として、天平17年（745年）1月-5月に宮都として営まれた宮である。甲賀寺（甲可寺）は、紫香楽宮と同時期に総国分寺かつ大仏造顕地として造営が進められた寺院で、天平19年（747年）までの造営存続が認められる。近江国分寺は、延暦4年（785年）に火災で焼失し、弘仁11年（820年）に国昌寺が国分寺の寺格を継承したことが知られるが（後期近江国分僧寺）、焼失前の前期近江国分僧寺の所在は明らかでない。
紫香楽宮跡とする説は古く、礎石の露出や「内裏野」の地名によって江戸時代頃から見られており、1926年（大正15年）には当地が「紫香楽宮跡」の名称で国の史跡に指定されている。しかし、その後の調査で現地表に残る遺構（廃絶時点遺構）は寺院跡であることが判明したことで、紫香楽宮の廃都後に近江国分寺に改めたとする説や、紫香楽宮の内または外で営まれた甲賀寺跡とする説などが挙げられていた。その後、「内裏野」の地名は延宝5年（1677年）を遡らないことが判明するとともに、1983年度（昭和58年度）以降の宮町地区（宮町遺跡）の調査で宮殿跡・関連木簡が見つかったことで、紫香楽宮は宮町地区に所在したことが確実視されている。
宮町遺跡発見後の現在では、甲賀寺跡とする説、甲賀寺を転用した近江国分寺跡とする説の2説が有力視される。特に『正倉院文書』天平勝宝3年（751年）の「奴婢見来帳」に「甲賀宮国分寺」と見えることから転用した近江国分寺跡とする説が有力で、紫香楽宮跡の関連遺跡群のうち内裏野地区のみ主軸の傾きが異なる点や、寺域で検出された火災痕が近江国分寺の焼失記事と対応する点が注意される。一方、甲賀寺として廃絶した（近江国分寺に移行していない）とする説では、甲賀寺と同時期に近江国府付近で近江国分寺の造営計画が存在したことが想定される（候補地として瀬田廃寺跡が存在）。なおいずれの説の場合でも、現在の寺域が東大寺よりも大幅に小さい点（面積は3割弱）、金堂跡にも大仏が収まらない点で、内裏野地区と甲賀寺を巡る解釈には課題も残されている。そのため様相の解明には、下層遺構の有無確認等の調査が必要とされる。

## 現地情報
所在地
- 滋賀県甲賀市信楽町黄瀬・牧

交通アクセス
- 信楽高原鐵道信楽線 紫香楽宮跡駅（徒歩約10分）

関連施設
- 紫香楽宮跡関連遺跡群調査事務所（甲賀市信楽町宮町） - 史跡紫香楽宮跡の出土品の一部を保管・展示。

## 関連文献
（記事執筆に使用していない関連文献）
- 『史跡紫香楽宮跡（内裏野丘陵地区）確認調査事業報告書』滋賀県教育委員会、2009年。